# Chililabombwe (Sambia)
Chililabombwe (weitere Namen: Bancroft, Chiliabombwe, Chilabombwe, Chiliadomewe) ist eine Stadt in der Provinz Copperbelt in Sambia, 3 km nördlich des Flusses Kafue. Sie hat 113.876 Einwohner (2022). Chililabombwe ist Sitz der Verwaltung des gleichnamigen Distrikts. Sie liegt etwa 1350 Meter über dem Meeresspiegel und zehn Kilometer vor der Grenze zur Demokratischen Republik Kongo. Sie ist die nördliche Endstation einer Strecke der Zambia Railways.

## Namensgebung
Kurz nach der Unabhängigkeit Sambias, im Jahr 1964, änderte die Stadt ihren Namen von Bancroft in Chililabombwe. Der Name kommt von „Kililabombwe“, was in ichiLamba, „quakende Frösche“ bedeutet. Im Volksglauben der Lamba waren die Frösche ihre Ahnengeister. Ein Bach, der in der Nähe der Gemeinde St. Mathews entspringt, bildete einen See mit den Fröschen dort, wo sich heute das Konkola-Stadion (ehemals Kenneth Mackay Stadium) befindet. Allerdings wurde der See für den Bau des Stadions abgelassen, was das Ende für die Frösche bedeutete.

## Wirtschaft
Chililabombwe ist die Stadt mit den größten Kupferreserven des südlichen Afrika. Der erste Bergbau, die Bancroft Mine, öffnete 1957. Heute ist die Konkola Copper Mine (KCM) die größte. Dennoch arbeiten 80 % der Männer in der Subsistenz-Landwirtschaft. 15 % haben formelle Arbeitsplätze. Seit 1990 verließen 25 % der Bevölkerung die Stadt. KCM erschließt zwar zurzeit tiefere Schichten, 250 Millionen Tonnen mit einem Erzgehalt von 4 %, die bis 2032 Arbeit schaffen.
Eine neue Schmelzanlage soll 2008 fertig sein.

## Infrastruktur
Chililabombwe hat Haupt- und Sekundarschulen, ein Krankenhaus, eine Flugpiste, das Fußballstadion Konkola Stadium, englische Clubs und den wohl gefährlichsten Golfplatz der Welt: „Vorsicht vor Krokodilen bei den Löchern 4, 5, 6, 8, 9, 13, 14, 15, 17 und 18“, warnt ein Schild. Das trockene Gelände teilt sich der Golfer mit Elefanten, Nilpferden, Büffeln, Affen und Antilopen aller Art.

## Demografie
| Jahr | Einwohnerzahl |
| ---- | ------------- |
| 1963 | 34.200        |
| 1969 | 44.900        |
| 1974 | 56.000        |
| 1990 | 48.055        |
| 2000 | 54.504        |
| 2010 | 77.818        |
| 2022 | 113.876       |